# جماعة المشور فاس الجديد
جماعة المشور فاس الجديد هي جزء من التقسيم الإداري لعمالة فاس، تضم جماعة المشور فاس الجديد 26.078 نسمة (إحصاء سنة 2004).
- - المساحة الإجمالية : ؟؟؟؟ كلم²
  - نسبة التمدرس : الذكور %؟؟؟؟ الإناث %؟؟؟؟

## أهم الأحياء
- الملاح
- باب السمارين
- حي مولاي عبد الله
- فاس جديد